# NGC 3153
NGC 3153 est une galaxie spirale barrée située dans la constellation du Lion. NGC 3153 a été découverte par l'astronome germano-britannique William Herschel en 1784.

## Morphologie
Le site NASA/IPAC et Wolfgang Steinicke classent cette galaxie comme une spirale ordinaire, mais l'image réalisée avec les données de l'étude SDSS montre clairement la présence d'une barre au centre de cette galaxie.

## Caractéristiques
Sa vitesse par rapport au fond diffus cosmologique est de 3 150 ± 24 km/s, ce qui correspond à une distance de Hubble de 46,5 ± 3,3 Mpc (∼152 millions d'al).
La classe de luminosité de NGC 3153 est III-IV et elle présente une large raie HI. De plus NGC 3153 est possiblement une galaxie du champ, c'est-à-dire qu'elle n'appartient pas à un amas ou un groupe et qu'elle est donc gravitationnellement isolée.
À ce jour, 21 mesures non basées sur le décalage vers le rouge (redshift) donnent une distance de 37,200 ± 9,325 Mpc (∼121 millions d'al), ce qui est à l'intérieur des valeurs de la distance de Hubble. Notons cependant que c'est avec la valeur moyenne des mesures indépendantes, lorsqu'elles existent, que la base de données NASA/IPAC calcule le diamètre d'une galaxie et qu'en conséquence le diamètre de NGC 3153 pourrait être d'environ 31,1 kpc (∼101 000 al) si on utilisait la distance de Hubble pour le calculer.

## Supernova
La supernova SN 2012gl a été découverte dans NGC 3153 le 29 octobre 2012 par Gross, Cenko et al. dans le cadre du programme LOSS (Lick Observatory Supernova Search) de l'observatoire Lick. Cette supernova était de type Ia,.